# منتخب الهند لهوكي الجليد للناشئين
منتخب الهند لهوكي الجليد للناشئين (بالإنجليزية: India men's national junior ice hockey team)‏ هو ممثل الهند الرسمي في المنافسات الدولية في هوكي الجليد للناشئين
.